# Himpelchen und Pimpelchen
Himpelchen und Pimpelchen ist ein einfaches deutschsprachiges Fingerspiel für kleine Kinder. In der volkstümlichen, mündlich überlieferten Form handelt es von den zwei kleinen Männchen Himpelchen und Pimpelchen, die auf einen Berg steigen, dort sitzen und mit ihren Zipfelmützen wackeln, dann in den Berg kriechen und ausgiebig schlafen, um dann wieder aufzuwachen, so dass das Spiel von vorne beginnen kann. Es stellt auf diese Weise einen aufs Wesentlichste reduzierten Tag-Nacht-Rhythmus dar und reguliert Aktivität und Ruhephasen.

## Text
Der Text kommt in vielen Textvarianten vor. Eine davon lautet:
Himpelchen und Pimpelchen

stiegen auf einen hohen Berg.

Himpelchen war ein Heinzelmann

und Pimpelchen war ein Zwerg.

Sie blieben dort lange sitzen

und wackelten mit ihren Zipfelmützen.

Doch nach vielen, vielen Wochen

sind sie in den Berg gekrochen.

Dort schlafen sie in guter Ruh.

Seid mal still und hört schön zu!

Pütsche pü, pütsche pü…

Doch nach sieben Wochen

sind sie aus dem Berg gekrochen

Heißa, heißa, hopsassa,

Himpelchen und Pimpelchen sind wieder da!

## Durchführung als Spiel
Zum Spiel sitzen sich Erwachsener und Kind gegenüber oder der Erwachsene hat das Kind so auf den Knien, dass sie einander ansehen können. Der Erwachsene spricht die Verse und macht dazu passende Bewegungen: Himpelchen und Pimpelchen werden durch die Daumen oder die Zeigefinger beider Hände verkörpert, die sich beim Sprechen bewegen, so dass der Eindruck entsteht als ob die beiden Figuren/Finger sprächen. Dies zeigt sich darin, dass das Kind zumeist spontan auf die beiden sich bewegenden Daumen schaut. Steigen Himpelchen und Pimpelchen auf den Berg, gehen die Hände nach oben oder über den Kopf, kriechen sie in den Berg, werden die Daumen versteckt. Das Schlafen kann ausgiebig durch Schnarchgeräusche ausgekostet werden und aus der vielleicht eintretenden kurzen Stille heraus kann das muntere Aufwachen als Kontrast ausgespielt werden. Das Kind kann zuschauen, die Bewegungen mitmachen, erst einzelne Wörter und dann den ganzen Text mitsprechen.
Das Spiel benötigt keinerlei Hilfsmittel, aber die Daumen oder Finger können auch mit einem einfachen Gesicht bemalt, mit Papiermützen oder als einfache Fingerpuppen ausgestaltet werden. Die dem Spiel zugrundeliegende Form folgt dem Wunsch der Kinder nach Wiederholung, und das Spiel kann in vielen Varianten gespielt und ausgeschmückt werden. Der Erwachsene kann auf das eingehen, was vom Kind selbst kommt.

## Verbreitung
Das Spiel findet sich in zahlreichen Sammlungen von Kinderreimen, Fingerspielen und Kinderliedern und auf Webseiten für Kitas und Eltern. Dabei finden sich neben Textvarianten auch einfache Liedformen.
Aufgrund der Bekanntheit des Spiels wird es häufiger als Titel für Sammlungen erster Kinderreime gewählt.
Es finden sich verschiedene Textvarianten, etwa die Angabe der Schlafenszeit „nach 75 Wochen“ oder „nach 33 Wochen“ und kleine Fortsetzungen wie:
Und als sie wieder aufgewacht,

da haben sie ganz laut gelacht.

oder

Himpelchen sprach: Ich bau mir ein Haus.

Pimpelchen sprach: Und ich schaue hinaus.

Himpelchen sprach: Mein Häuschen ist krumm!

Das ist aber dumm!

Pimpelchen sprach: Dein Haus ist nicht gerade!

Das ist aber schade!

Da kam ein großer Pustewind und blies’ das Häuschen fort geschwind.

Da kam der liebe Sonnenschein und macht das Häuschen wieder fein.
Zur durchgängigen Charakteristik des Spiels wie auch der weiteren Verarbeitung und bildnerischen Darstellung gehört, dass es sich um zwei kleine, einander ähnliche, aber dennoch nicht genau gleiche kleine Figuren handelt. In vielen Illustrationen unterschieden sich Himpelchen und Pimpelchen in den Farben der Kleidung und dadurch, dass der Zwerg häufig einen Bart trägt und das Heinzelmännchen nicht.

## Illustrierte Monografien
Neben dem Vorkommen in Sammlungen gibt es einige monografische Formen der Veröffentlichung, die stets mit Illustrationen verbunden sind und teilweise eigenständige Fortführungen als kleine Geschichten beinhalten.

### Rudolf Rinkefeil, Franziska Schenkel
Die vermutlich früheste Buchfassung findet sich aus dem Jahr 1930 unter dem Titel Himpelchen und Pimpelchen. Eine lustige Zauberei und Neckerei in Versen von Rudolf Rinkefeil mit Illustrationen von Franziska Schenkel. Das kleinformatige (24 × 22,5 cm), in Leinen gebundene Buch mit 43 Seiten und eingedruckten farbigen Bildern erschien im Richart Keutel Verlag für Volkskunst und Volksbildung in Lahr.

### Lilo Fromm
Das erstmals 1967 veröffentlichte Spiel-Bilderbuch von Lilo Fromm erschien in mehrfachen Auflagen bis 1993 im Ellermann-Verlag. Das Buch im Querformat (17,5 × 14 cm) mit Pappseiten gibt auf zehn Seiten den volkstümlichen Text wieder und illustriert diesen durch klar gestaltete, auf das Wesentliche beschränkte Bilder. Sie zeigen zwei fröhliche Figuren mit einer roten und einer blauen Zipfelmütze und ihrem kegelförmigen Berg mit einem Weg. Mit bildnerisch einfachen Mitteln sind Tag und Nacht, der Wechsel des Wetters und der Jahreszeiten sowie das Äußere und das Innere des Berges angedeutet. Zur Höhle mit zwei Betten und dicken Federdecken kommen die beiden durch eine Rutsche von der Spitze des Berges in ihn hinein. Aufmachung und Bildsprache sind für kleinere Kinder geeignet.

### Hedi Hauser und Coca Creţoiu-Şeinescu
Himpelchen, Pimpelchen und die Riesen ist ein Kinderbuch mit Abenteuergeschichten von Hedi Hauser und Illustrationen von Coca Creţoiu-Şeinescu. Die 23 Illustrationen sind teilweise ganzseitig, teilweise füllen kleinere Zeichnungen den verbleibenden Platz vor und nach den Texten aus. Sie sind im Siebdruckverfahren schwarz-weiß, ergänzt durch eine Farbe, hellblau, gedruckt. Nur das Coverbild, welches sich über Vorder- und Rückseite des Buchs erstreckt, erscheint im Mehrfarbendruck. Das Buch erschien 1983 im Ion-Creangă-Verlag in Bukarest in deutscher Sprache und wurde in Sibiu im rumänischen Siebenbürgen hergestellt.
In den acht Episodengeschichten wird Himpelchen als Wichtelmann, Pimpelchen, wie im volkstümlichen Vers selbst, als Zwerg bezeichnet. Beide gehören der, hier als übergeordnet geschilderten, Art der „Heinzelmännchen“ an. Pimpelchen ist in den Geschichten der Mutigere, der voranschreitet und die Abenteuer auslöst, während Himpelchen der Klügere ist, der sein durch Radiohören erworbenes Wissen, z. B. über die Menschenkinder und ihr Leben, Redewendungen oder physikalische Kenntnisse, in die Abenteuer einbringt.
Im Bild ist der Zwerg Pimpelchen durch gelocktes Haar, einen Hut mit einer Feder und ein kariertes Kleidungsstück gekennzeichnet, der Wichtel Himpelchen durch glattes Haar, eine Zipfelmütze, einfarbig blaue Kleidung und ein weißes Halstuch mit schwarzen Punkten. Die Kleidung mutet kindlich an und ähnelt Strampelanzügen, in manchen Szenen ist sie ebenso kindlich ergänzt, etwa durch Lätzchen beim Essen oder eine Schürze beim Kochen. Gesichtszüge und Körperproportionen entsprechen dem Kindchenschema.
In der ersten, den Buchtitel bestimmenden Geschichte wird erzählt, wie Himpelchen und Pimpelchen von ihrem Berg herunter ins Tal gehen, um die gefährlich anmutenden „Riesen“ aufzusuchen. Diese erweisen sich als „Menschenkinder“, die in einem „Sommerlager für Pioniere“ ihre Schulferien verbringen und sich eher hilfsbereit zeigen. Charakteristisch, auch für die weiteren Geschichten, ist eine zugleich unaufdringliche und lehrreiche Naturbeschreibung, in der Pflanzen und Tiere sehr genau benannt werden und auch schon einmal kleine Alltagslehren für Kinder erteilt werden wie die Notwendigkeit, wegen der Vitamine Möhren zu essen, auch wenn man sie nicht mag, oder – wie in der siebten Geschichte – eine detaillierte Darstellung, wie man mit vereinten Kräften und geeignetem Werkzeug einen beginnenden Waldbrand verhindert. Die realitätsbezogene Ebene mischt sich mit märchenhaften Zügen, etwa indem Himpelchen, nachdem er den Abhang heruntergestürzt ist, an einer Pusteblume schwebend ins Tal gleitet. Auch das Motiv der Belohnung von Menschen für gute Taten und der gute Kontakt der Heinzelmännchen zu „den anderen Waldbewohnern“ sind märchentypische Grundzüge der Geschichten.
Durch den Kontakt mit den Menschenkindern, der in fast allen Geschichten vorkommt, wird deren Lebenswelt aus der Perspektive eines Ferienzeltlagers einbezogen. Ebenso zeigen sich deutlich pädagogische Intentionen, etwa in der Thematisierung der „Gewissensbisse“ und ihrer Auflösung in der dritten und vierten Geschichte. Die unterschiedlichen Ebenen mischen sich zu Szenen in einer Zwischenwelt, indem z. B. geschildert wird, wie Himpelchen und Pimpelchen die Kinder und ihre Lehrerin beim abendlichen Singkreis durch die Aufführung eines beeindruckenden Reigens der Glühwürmchen belohnen oder die gesamte Heinzelmännchenschar, wie die Hausgeister in Köln, zum heimlichen Aufräumen in die Zelte der Kinder kommt, weil zwei kleine Mädchen unglücklich darüber sind, dass der für den nächsten Tag angekündigte Besuch eines Schriftstellers zu einer beschämenden Berichterstattung führen könnte, weil die Jungen ihre Zelte nicht aufgeräumt haben, und der Lehrer für seinen zu gewährenden Erziehungsstil kritisiert wird.
Die Geschichten sind einerseits als Abenteuer jeweils in sich abgeschlossen, andererseits episodenhaft aufeinander bezogen. Dabei wird gelegentlich die Position des erzählenden Autors als Ich-Erzähler eingestreut, durch dessen Kommentare die Welt der beiden Heinzelmännchen nach und nach genauer beschrieben wird: Himpelchen und Pimpelchen sind in diesen Erzählungen zwei zusammen in einem Haus lebende, mit 111 und 110 Jahren im Vergleich noch junge Heinzelmännchen, die sich durch das Alleinleben in der Nähe der Menschen bewähren sollen. Ihre geringe Körpergröße wird deutlich durch die Notwendigkeit, Pilze mit einer Axt zu fällen, oder die Mühe, die es den beiden macht, durch dichtes Moos zu gehen. Wie ihre gesamte Art schlafen sie auf dem Bauch, wodurch ihre Stupsnasen entstanden sind, und haben sie ein Hühnerauge an der kleinen Zehe. In ihrem Haus mit verglasten Fenstern und Vorhängen leben sie ähnlich wie Menschen. Sie versorgen sich dabei selbst, putzen, kochen, schaffen Wintervorräte an, z. B. Pilze, die sie dörren. Sie haben Möbel, ein Radio und ein Walkie-Talkie, bekommen täglich die Zeitung vom Postboten gebracht, putzen sich morgens die Zähne und rauchen zur Entspannung gerne ein Pfeifchen. Wie Geschwister zanken sie sich häufig und sind sie doch unzertrennlich aufeinander bezogen.
In den Geschichten bewegen sie sich in einem Zwischenbereich zwischen einem „realen“ Alltag, den Kinder aus eigener Erfahrung kennen, und einer märchentypischen Welt mit der Möglichkeit, Bienen oder andere Heinzelmännchen um Hilfe zu bitten. Himpelchen und Pimpelchen verstehen sowohl die Sprache der Menschen als auch die der Tiere. Sie lesen in der Zeitung einerseits von einem neu erschienenen Buch und schmieden Pläne, selbst eines in einem besseren Verlag zu veröffentlichen, andererseits wird in derselben Zeitung von einem neuen Krieg berichtet, der mal wieder bei den Ameisen ausgebrochen ist und in den Himpelchen und Pimpelchen in der sechsten Geschichte befriedend eingreifen.
Sprachlich, vom Spannungsniveau und den angesprochenen Themen her sind die Geschichten des Buches von Hauser, im Unterschied zu dem ursprünglichen Kindervers, für Kinder im Vorschul- und Grundschulalter geeignet.

### Weitere Buchveröffentlichungen
1995 erschien das zehnseitige Bilderbuch Himpelchen und Pimpelchen gingen auf einen Berg... von Angela Heigrodt.
Im Jahr 2005 findet sich eine Bilderbuchreihe über Himpelchen und Pimpelchen von Holger Schmidt veröffentlicht, die laut Angabe auf der Rückseite der Bände mit neun Bänden geplant war, von denen aber nur drei erschienen sind.  Bei der Ausgabe Himpelchen und Pimpelchen bei McDonald’s handelt es sich um eine Werbeschrift für den Besuch von McDonald’s, welche in einer Aufschrift darüber informiert, ein Euro des Verkaufserlöses gehe an die McDonald’s Kinderhilfe. Bei allen drei erschienenen, jeweils zehnseitigen Bänden handelt es sich um querformatige (28,5 × 21,5 cm) Bilderbücher mit bunten detailreichen Illustrationen und unrhythmischen Knittelversen, wie z. B.
Draußen wird auf einer Geburtstagsparty laut gelacht;

ein Kind hat viele Freunde mitgebracht.

Himpelchen und Pimpelchen laufen schnell hinaus

und probieren McDonald’s neue Wippen aus.